# Ajak (Ungheria)
Ajak  è un comune dell'Ungheria di 3 952 abitanti (dati 2001). È situato nella contea di Szabolcs-Szatmár-Bereg.